# Poetyka normatywna
Poetyka normatywna – poetyka narzucająca określone normy stylistyczne i kompozycyjne utworom literackim. Reguły i przepisy formułowane w ramach tej poetyki ograniczają swobodę twórczą autora, dążąc do ustalenia pewnego kanonu formalnego.
W początkach literatury poetyka normatywna pełniła ważną rolę definicyjną, służąc określeniu, co jest, a co nie jest poezją. Dlatego poetyka klasyczna była poetyką normatywną. Później okresy eksperymentów formalnych i swobody twórczej przeplatane były klasycystycznymi czy też pseudoklasycznymi nawrotami do sztywniejszych reguł poetyki normatywnej.